# Asel (Vöhl)
Asel ist mit Asel-Süd ein Ortsteil der Gemeinde Vöhl im nordhessischen Landkreis Waldeck-Frankenberg.

## Geographie
Asel liegt südlich von Vöhl im Nordteil des Nationalparks Kellerwald-Edersee am Edersee. Das Dorf mit seinen zwei Ortsteilen, Asel und Asel-Süd, liegt als einziger Gemeindeteil von Vöhl beiderseits des Stausees: Asel liegt auf einem Berg („Auf dem Weinberg“) nördlich des Edersees, Asel-Süd am Südufer des Sees bzw. am Nordhang des Kellerwalds. Durch das Tal östlich von Asel fließt der Eder- bzw. Edersee-Zufluss Aselbach.

## Geschichte

### Ortsgeschichte
Die älteste bekannte schriftliche Erwähnung des ursprünglichen Ortes Asel unter dem Namen „Ezele“ findet sich in einer Urkunde des Klosters Werbe aus dem Jahr 1317.
Asel gehörte zunächst zur Herrschaft Itter, eine bis 1356 selbständige Herrschaft im Heiligen Römischen Reich, die ab 1356 in mehrfachen Variationen und Teilungen an Kurmainz, die Landgrafschaft Hessen und die Grafschaft Waldeck fiel. 1560 kam der Ort mit der Herrschaft Itter an die Landgrafschaft Hessen-Marburg und schließlich 1648/1650 mit der Herrschaft Itter endgültig an Hessen-Darmstadt, aus der 1806 das Großherzogtum Hessen wurde. 1821 wurde im Zuge einer Verwaltungsreform aus dem Amt Itter der Landratsbezirk Vöhl. Die Gemeinde gehörte zu den Landesteilen, die das Großherzogtum nach dem verlorenen Krieg von 1866 mit dem Friedensvertrag vom 3. September 1866 an Preußen abtreten musste. Dort wurde es dem Landkreis Frankenberg und dem Amtsgericht Vöhl zugeordnet.
In Asel führte die rund 60 m lange, vierbogige „Aseler Brücke“ über die Eder. Sie wurde von 1887 bis 1890 erbaut und war die lang ersehnte Verbindung zwischen Asel, das unten im Flusstal am Nordufer der Eder lag, und dem Gutshof an den Südhängen des Edertals. Während der Bauzeit der Brücke war nicht absehbar, dass der Fluss zu einem großen See aufgestaut werden würde. Als von 1908 bis 1914 nur etwa 7,5 km (Luftlinie) weiter östlich die Edertalsperre gebaut wurde, waren die Tage der Brücke als nutzbarer Flussübergang gezählt. Die Bewohner des im Edertal liegenden Dorfs Asel, das seit der Stauseeflutung „Alt-Asel“ genannt wird, suchten sich eine neue Bleibe. Auf dem Bergrücken „Auf dem Weinberg“, nördlich über dem neu entstehenden Edersee, errichteten sie meist aus eigener Kraft den Ortsteil Asel, und am gegenüberliegenden Ufer des künftigen Stausees entstand Asel-Süd, das zuvor nur aus einem Gutshof bestanden hatte. Von der alten Ortslage sind heute nur noch geringe Reste erkennbar. Zum Zeitpunkt der Umsiedelung 1913 war Asel keine reiche Gemeinde. Alles, was sich demontieren ließ, wurde abgebaut und mitgenommen oder verkauft. Die verbliebenen Reste wurden von Pionieren gesprengt. Nur einige Fundamente sind noch auffindbar. Die Aseler haben in den letzten Jahren in privater Initiative Schaukästen und Installationen vorgenommen, um den alten Ort erfahrbar zu machen.
Bei der Stauseeflutung verschwand die Aseler Brücke im Wasser (höchster Punkt im Scheitel: 235,1 m ü. NN), aber ab einem Pegelstand von 235,10 m wird sie wieder sichtbar. Auch nach über 100 Jahren im Wasser ist sie, bis auf ihre beiden Geländer, die aus Sicherheitsgründen abgerissen wurden, noch komplett erhalten und in gutem Zustand und kann bei weiter fallendem Pegel ab ca. 228 m begangen und mit Fahrrädern befahren werden. Die Eder fließt dann wieder in ihrem alten Bett und auch der Aselbach schlängelt sich wie früher durch das Tal zur Eder. Der trockene Grund des Sees wird binnen weniger Tage grün und die früheren Wege und Feldraine sind dann deutlich sichtbar. Die Brücke wurde 1982 und 1989 restauriert und steht unter Denkmalschutz.

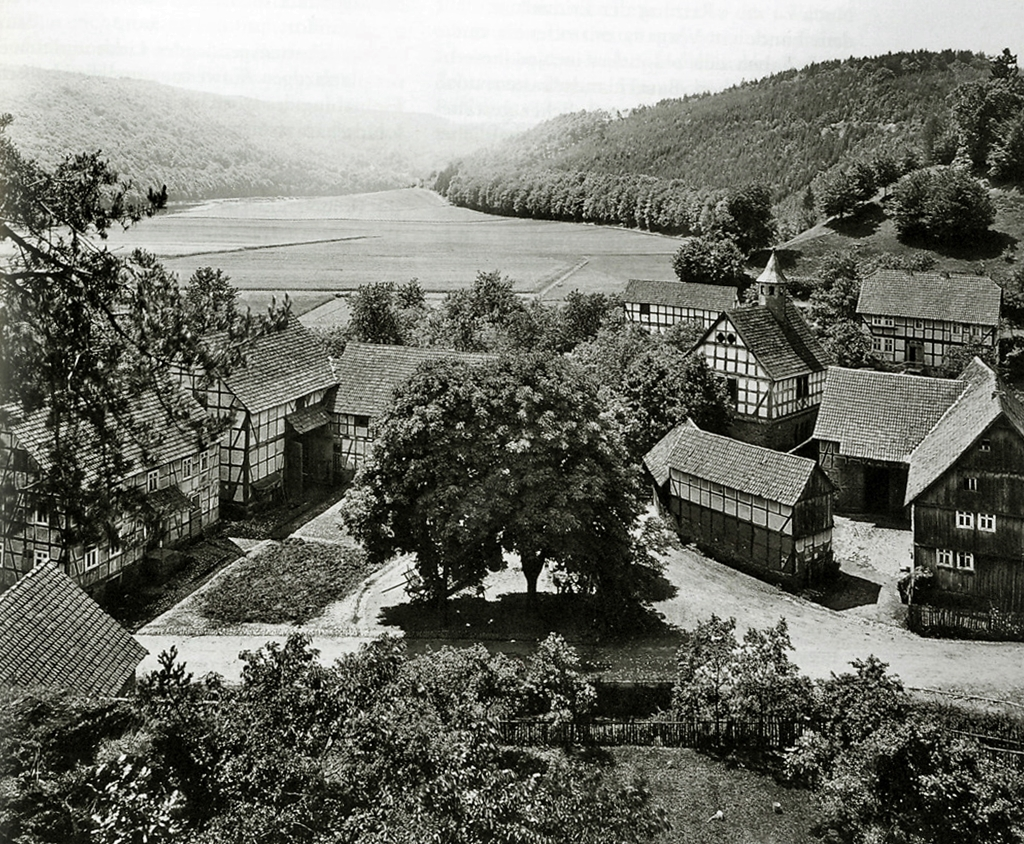
(Alt)-Asel um das Jahr 1900/1905, vor dem Bau des Edersees.
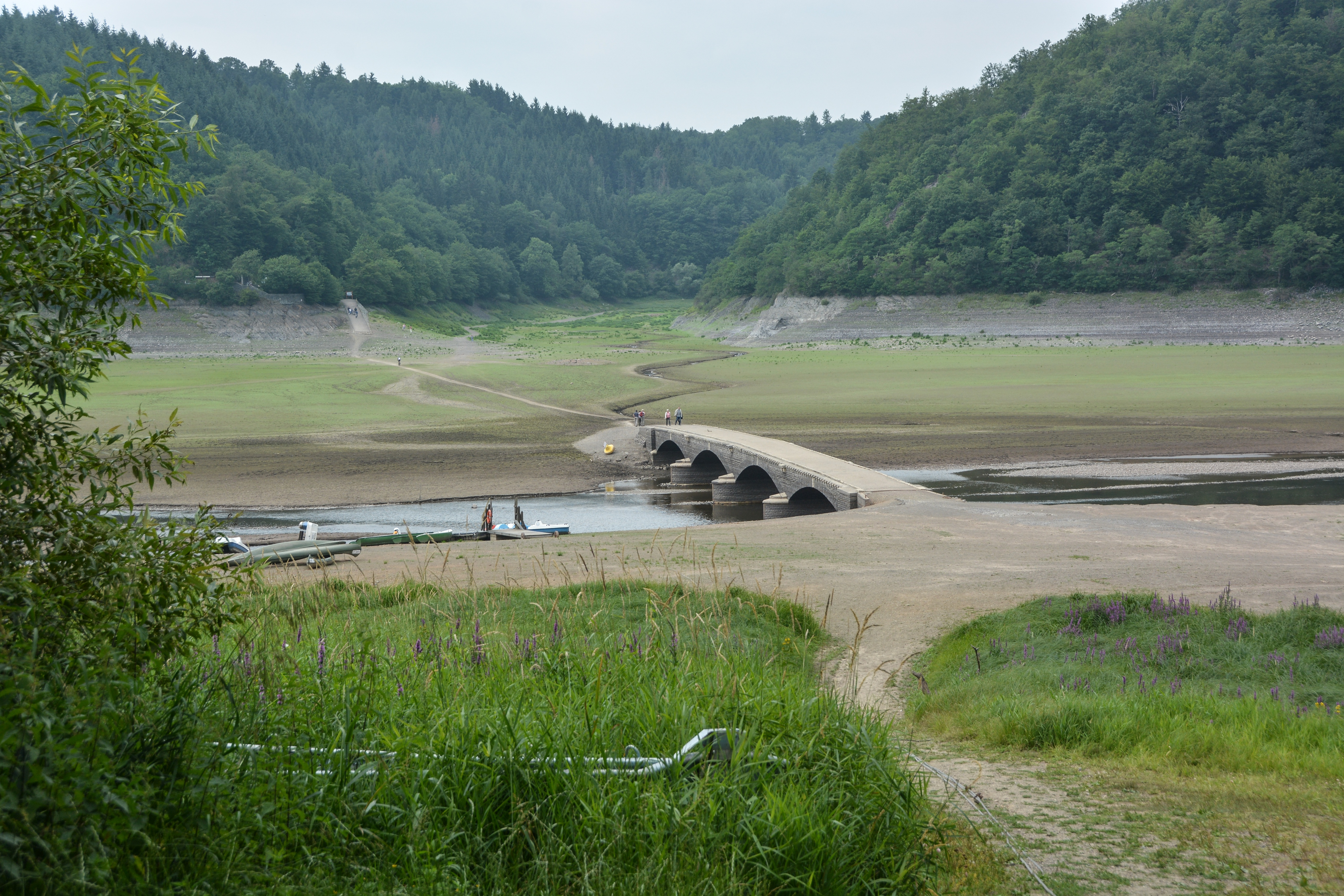
Die heute normalerweise überflutete „Aseler Brücke“ im Edersee (Juli 2017)
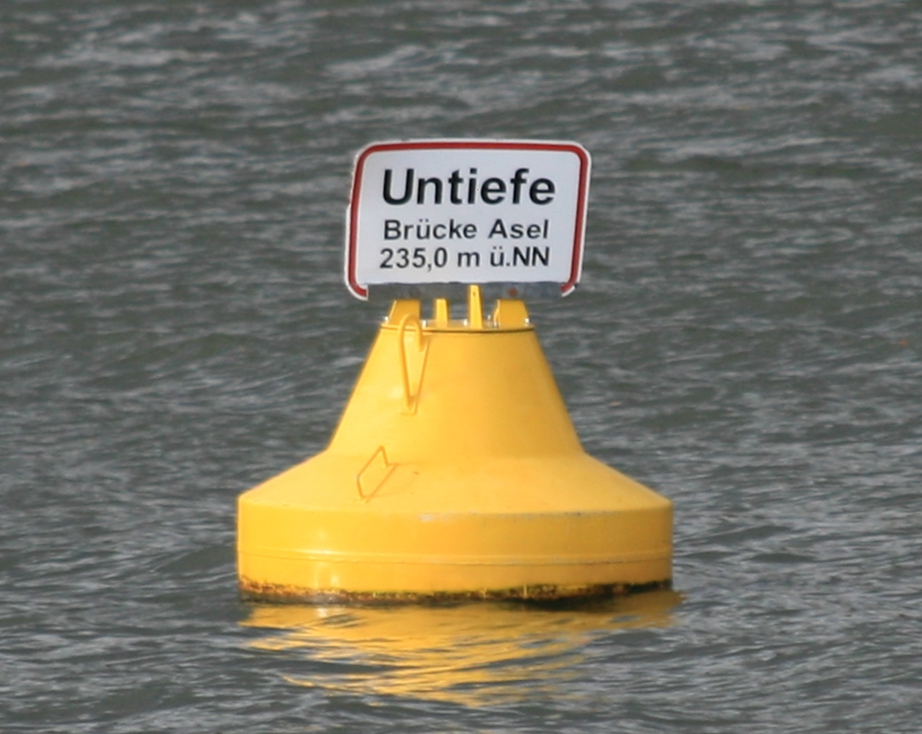
Warnboje an der im See versunkenen Brücke über den Flusslauf der Eder

Die kleine Kirche von (Alt-)Asel, die im Stausee untergegangen wäre, wurde von der Gemeinde Lehnhausen gekauft und als Schule 1915 dort wieder aufgebaut.
Ein Großteil der heutigen Gemarkung von Asel-Süd (mit 14 Einwohnern) wird durch einen Dauercampingplatz und eine Wochenendhaussiedlung genutzt. Weitere feste Bebauungen sind neben dem alten Gutshof (mit Vieh- und Landwirtschaft) eine Gaststätte inklusive Lebensmittelmarkt (saisonal geöffnet) und ein Forsthaus.
Ortsumsiedelungen
Neben Asel wurden auch die ursprünglich im Tal der Eder liegenden Dörfer Berich und Bringhausen sowie drei Einzelgehöfte umgesiedelt. Die Dorfstelle von Neu-Berich liegt 22 km (Luftlinie) weiter nördlich; Bringhausen wurde am höher gelegenen Südufer des Edersees neu errichtet.
Hessische Gebietsreform (1970–1977)
Am 1. Februar 1971 fusionierten im Zuge der Gebietsreform in Hessen die Gemeinden Asel, Basdorf und Vöhl freiwillig zur erweiterten Gemeinde Vöhl.
Für alle ehemals eigenständigen Gemeinden von Vöhl wurden Ortsbezirke mit Ortsbeirat und Ortsvorsteher nach der Hessischen Gemeindeordnung gebildet.

### Verwaltungsgeschichte im Überblick
Die folgende Liste zeigt die Staaten und Verwaltungseinheiten, denen Asel angehört(e):
- vor 1356: Heiliges Römisches Reich, Herrschaft Itter
- 1356–1590: Heiliges Römisches Reich, Landesherrschaft strittig zwischen Landgrafschaft Hessen, Kurmainz und Grafschaft Waldeck, Herrschaft Itter
- ab 1590: Heiliges Römisches Reich, Landgrafschaft Hessen-Marburg, Herrschaft Itter
- 1604–1648: Heiliges Römisches Reich, strittig zwischen Hessen-Kassel und Hessen-Darmstadt (Hessenkrieg)[11]
- ab 1604: Heiliges Römisches Reich, Landgrafschaft Hessen-Kassel, Amt Herrschaft Itter
- ab 1627: Heiliges Römisches Reich, Landgrafschaft Hessen-Darmstadt, Oberfürstentum Hessen, Amt Herrschaft Itter[12][13]
- ab 1806: Großherzogtum Hessen,[Anm. 2] Fürstentum Oberhessen, Amt Herrschaft Itter[14]
- ab 1815: Großherzogtum Hessen, Provinz Oberhessen, Amt Herrschaft Itter[15]
- ab 1821: Großherzogtum Hessen, Provinz Oberhessen, Landratsbezirk Vöhl[Anm. 3]
- ab 1848: Großherzogtum Hessen, Regierungsbezirk Biedenkopf
- ab 1852: Großherzogtum Hessen, Provinz Oberhessen, Kreis Vöhl
- ab 1867: Königreich Preußen,[Anm. 4] Provinz Hessen-Nassau, Regierungsbezirk Kassel, Kreis Frankenberg[13]
- ab 1871: Deutsches Reich, Königreich Preußen, Provinz Hessen-Nassau, Regierungsbezirk Kassel, Kreis Frankenberg
- ab 1918: Deutsches Reich, Freistaat Preußen, Provinz Hessen-Nassau, Regierungsbezirk Kassel, Kreis Frankenberg
- ab 1942: Deutsches Reich, Freistaat Preußen, Provinz Hessen-Nassau, Regierungsbezirk Kassel, Landkreis Waldeck
- ab 1944: Deutsches Reich, Freistaat Preußen, Provinz Kurhessen, Landkreis Waldeck
- ab 1945: Deutsches Reich, Amerikanische Besatzungszone,[Anm. 5] Groß-Hessen, Regierungsbezirk Kassel, Landkreis Waldeck
- ab 1946: Deutsches Reich, Amerikanische Besatzungszone, Hessen, Regierungsbezirk Kassel, Landkreis Waldeck
- ab 1949: Bundesrepublik Deutschland, Hessen, Regierungsbezirk Kassel, Landkreis Waldeck
- ab 1971: Bundesrepublik Deutschland, Hessen, Regierungsbezirk Kassel, Landkreis Waldeck, Gemeinde Vöhl
- ab 1974: Bundesrepublik Deutschland, Hessen, Regierungsbezirk Kassel, Landkreis Waldeck-Frankenberg, Gemeinde Vöhl

## Bevölkerung

### Einwohnerstruktur 2011
Nach den Erhebungen des Zensus 2011 lebten am Stichtag dem 9. Mai 2011 in Asel 231 Einwohner. Darunter waren 12 (5,2 %) Ausländer. Nach dem Lebensalter waren 21 Einwohner unter 18 Jahren, 57 waren zwischen 18 und 49, 36 zwischen 50 und 84 und 117 Einwohner waren älter. Die Einwohner lebten in 90 Haushalten. Davon waren 36 Singlehaushalte, 30 Paare ohne Kinder und 18 Paare mit Kindern, sowie 3 Alleinerziehende und 3 Wohngemeinschaften. In 36 Haushalten lebten ausschließlich Senioren und in 39 Haushaltungen leben keine Senioren.

### Einwohnerentwicklung
Quelle: Historisches Ortslexikon
- 1585: 22 Haushaltungen
- 1629: 18 Haushaltungen
- 1742: 21 Haushaltungen
- 1791: 129 Einwohner[17]
- 1800: 132 Einwohner[18]
- 1806: 143 Einwohner, 24 Häuser[14]
- 1829: 162 Einwohner, 25 Häuser[19]

| Asel und Neu-Asel: Einwohnerzahlen von 1791 bis 2020 | Asel und Neu-Asel: Einwohnerzahlen von 1791 bis 2020 | Asel und Neu-Asel: Einwohnerzahlen von 1791 bis 2020 | Asel und Neu-Asel: Einwohnerzahlen von 1791 bis 2020 | Asel und Neu-Asel: Einwohnerzahlen von 1791 bis 2020 |
| --- | ---------------------------------------------------- | ---------------------------------------------------- | ---------------------------------------------------- | ---------------------------------------------------- |
| Jahr |                                                      |                                                      |                                                      | Einwohner                                            |
| 1791 | 1791                                                 |                                                      | 129                                                  | 129                                                  |
| 1800 | 1800                                                 |                                                      | 132                                                  | 132                                                  |
| 1806 | 1806                                                 |                                                      | 143                                                  | 143                                                  |
| 1829 | 1829                                                 |                                                      | 162                                                  | 162                                                  |
| 1834 | 1834                                                 |                                                      | 160                                                  | 160                                                  |
| 1840 | 1840                                                 |                                                      | 180                                                  | 180                                                  |
| 1846 | 1846                                                 |                                                      | 177                                                  | 177                                                  |
| 1852 | 1852                                                 |                                                      | 170                                                  | 170                                                  |
| 1858 | 1858                                                 |                                                      | 183                                                  | 183                                                  |
| 1864 | 1864                                                 |                                                      | 180                                                  | 180                                                  |
| 1871 | 1871                                                 |                                                      | 161                                                  | 161                                                  |
| 1875 | 1875                                                 |                                                      | 155                                                  | 155                                                  |
| 1885 | 1885                                                 |                                                      | 149                                                  | 149                                                  |
| 1895 | 1895                                                 |                                                      | 159                                                  | 159                                                  |
| 1905 | 1905                                                 |                                                      | 175                                                  | 175                                                  |
| 1910 | 1910                                                 |                                                      | 133                                                  | 133                                                  |
| 1925 | 1925                                                 |                                                      | 61                                                   | 61                                                   |
| 1939 | 1939                                                 |                                                      | 80                                                   | 80                                                   |
| 1946 | 1946                                                 |                                                      | 150                                                  | 150                                                  |
| 1950 | 1950                                                 |                                                      | 145                                                  | 145                                                  |
| 1956 | 1956                                                 |                                                      | 97                                                   | 97                                                   |
| 1961 | 1961                                                 |                                                      | 108                                                  | 108                                                  |
| 1967 | 1967                                                 |                                                      | 133                                                  | 133                                                  |
| 1980 | 1980                                                 |                                                      | ?                                                    | ?                                                    |
| 1990 | 1990                                                 |                                                      | ?                                                    | ?                                                    |
| 2000 | 2000                                                 |                                                      | ?                                                    | ?                                                    |
| 2011 | 2011                                                 |                                                      | 231                                                  | 231                                                  |
| 2014 | 2014                                                 |                                                      | 238                                                  | 238                                                  |
| 2020 | 2020                                                 |                                                      | 217                                                  | 217                                                  |
| Datenquelle: Historisches Gemeindeverzeichnis für Hessen: Die Bevölkerung der Gemeinden 1834 bis 1967. Wiesbaden: Hessisches Statistisches Landesamt, 1968. Weitere Quellen: Gemeinde Vöhl; Zensus 2011 |                                                      |                                                      |                                                      |                                                      |

### Historische Religionszugehörigkeit
| • 1829: | 162 evangelische (= 100 %) Einwohner                             |
| • 1885: | 149 evangelische (= 100 %) Einwohner                             |
| • 1961: | 84 evangelische (= 77,78 %), 16 katholische(= 14,81 %) Einwohner |

## Kultur und Sehenswürdigkeiten

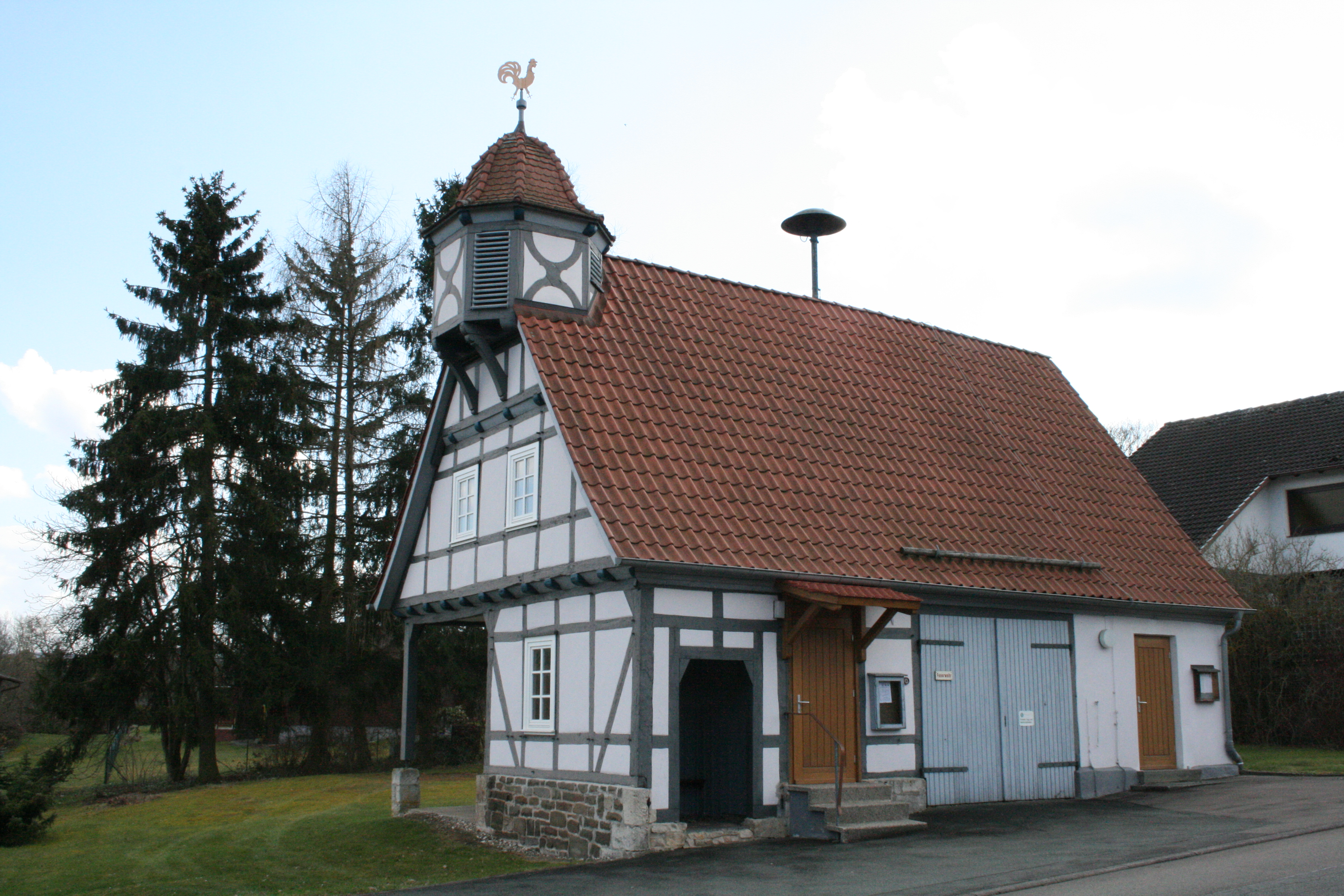
Kirche in Asel; unten sind eine Garage für die Feuerwehr und ein Unterstand für die Bushaltestelle

Zu den Sehenswürdigkeiten in und nahe Asel gehören (alphabetisch sortiert):* „Alt-Asel“ bzw. „Dorfstelle Asel“ im Edersee bzw. an der Eder (zu sehen bei Niedrigwasser)
- „Aseler Brücke“ im Edersee bzw. an der Eder (zu sehen und überqueren bei Niedrigwasser)
- Denkmal „Dorfstelle Asel“ am Nordrand des Edersees bzw. Edertals
- Edersee – Stausee der Eder
- Fledermauslehrpfad
- Kellerwald – Mittelgebirge südlich des Edersees
- Nationalpark Kellerwald-Edersee – Nationalpark beiderseits des Edersees
- Naturpark Kellerwald-Edersee – Naturpark mit Edersee und Kellerwald

## Verkehr
Verkehrstechnisch liegt Asel-Süd, ebenso wie das östlich gelegene Bringhausen (Gemeindeteil von Edertal), am Ende einer Sackgasse. Es ist nur vom Westende des Edersees über die Vöhler Gemeindeteile Herzhausen und Harbshausen auf der Kreisstraße „K 59“ oder über Wanderwege zu erreichen. Ebenso ist Asel selbst nur über die Kreisstraße 31 von Vöhl zu erreichen; ab der Jugendherberge Hohe Fahrt ist der Weg nach Herzhausen nur noch für Wanderer und Fahrradfahrer offen. Bei entsprechendem Wasserstand verkehrt eine kleine motorisierte Personenfähre, die „Fähre Asel“, zwischen Asel-Süd und Asel; sie ist auch zum Transport von Fahrrädern geeignet. Der Schiffsanleger auf Aseler Seite (Nordufer) wird zeitweise auch von Ausflugsschiffen der Personenschiffahrt Edersee angefahren. So sind Asel und, in Kombination mit der Fähre, auch Asel-Süd auf dem Wasserweg per Touristenschiff im saisonalen Linienverkehr von Waldeck, der Halbinsel Scheid oder Bringhausen aus erreichbar.